# Gilbert de Turberville (Adliger, † um 1238)
Gilbert de Turberville (auch Gilbert II de Turberville) († um 1238) war ein anglonormannischer Adliger.

## Leben
Gilbert de Turberville entstammte der Familie Turberville, die seit dem frühen 12. Jahrhundert zu den Vasallen der Lords of Glamorgan in Südostwales gehörten. Er war ein Sohn von Payn de Turberville, von dem er spätestens 1208 Coity Castle und weitere Besitzungen in Glamorgan erbte.
Offenbar unterstützte Turberville während des Ersten Kriegs der Barone die Adelsopposition gegen König Johann Ohneland. 1217 übertrug ihm der Regentschaftsrat, der für den neuen, minderjährigen König Heinrich III. die Herrschaft ausübte, wieder seine Besitzungen. Um dieselbe Zeit erwarb er Newcastle, das zuvor im Besitz von Morgan Gam, dem walisischen Lord von Afan, einer halbautonomen Herrschaft im Bergland von Glamorgan gewesen war.
Turberville war mindestens zweimal verheiratet. In erster Ehe hatte er um 1210 eine Agnes geheiratet. Nach 1219 heiratete er Mathilda (auch Agnes), eine Tochter von Morgan Gam. Sie brachte als Mitgift Llandimore und weiteren Landbesitz auf der Halbinsel Gower mit in die Ehe. Sein Erbe wurde sein Sohn Gilbert III de Turberville.